# Mudbound (film)
Mudbound is een Amerikaanse dramafilm uit 2017 die geregisseerd werd door Dee Rees. Het is een verfilming van de gelijknamige roman van schrijfster Hillary Jordan. De hoofdrollen worden vertolkt door Carey Mulligan, Garrett Hedlund, Jason Mitchell en Jason Clarke.

## Verhaal
Henry en Laura McAllan verhuizen in de jaren 1940 van het stedelijke Memphis naar het landelijke Mississippi, waar ze hun intrek nemen in een katoenboerderij in de Mississippi Delta. Laura heeft moeite om zich aan haar nieuwe leefomgeving aan te passen en samen te leven met haar racistische schoonvader Pappy. Op het land van de McAllans wonen ook de Jacksons, de arme, zwarte landbouwfamilie van patriarch Hap en diens echtgenote Florence.
Na afloop van de Tweede Wereldoorlog keren twee soldaten terug naar de Mississippi Delta. De ene soldaat is Jamie McAllan, de broer en charmante tegenpool van Henry. Hij wordt gekweld door zijn oorlogsverleden en ontwikkelt een sterke band met zijn schoonzus Laura. De andere soldaat die terugkeert is Ronsel Jackson, de oudste zoon van Hap en Florence. Ronsel ontdekt al snel dat zijn status als oorlogsheld niks voorstelt in Mississippi en dat hij nu een nieuwe strijd moet leveren, ditmaal tegen racistische landgenoten.
Ondanks de raciale problemen van die tijd raken de twee oorlogsveteranen bevriend met elkaar. De twee begrijpen elkaars pijn en proberen elk op hun eigen manier een leven op te bouwen in een omgeving waarvan ze volledig vervreemd zijn geraakt. Wanneer Ronsel een doelwit wordt van de Ku Klux Klan is Jamie de enige op wie hij nog kan rekenen.

## Rolverdeling
| Acteur          | Personage        |
| --------------- | ---------------- |
| Carey Mulligan  | Laura McAllan    |
| Garret Hedlund  | Jamie McAllan    |
| Jason Mitchell  | Ronsel Jackson   |
| Jason Clarke    | Henry McAllan    |
| Jonathan Banks  | Pappy McAllan    |
| Rob Morgan      | Hap Jackson      |
| Mary J. Blige   | Florence Jackson |
| Samantha Hoefer | Resl             |
| Dylan Arnold    | Carl Atwood      |

## Productie
In 2008 debuteerde schrijfster Hillary Jordan met de roman Mudbound. In maart 2016 raakte bekend dat het boek zou verfilmd worden door Dee Rees en met Carey Mulligan, Garrett Hedlund, Jason Mitchell en Jason Clarke als hoofdrolspelers. In mei 2016 werd ook Mary J. Blige aan de cast toegevoegd. De opnames voor de film gingen eind mei 2016 van start in New Orleans.
Volgens director of photography Rachel Morrison werd de visuele stijl van de film geïnspireerd door het werk van kunstenaar Whitfield Lovell, documentaires als The Blues Accordin' to Lightnin' Hopkins (1970) van Les Blank, het fotoboek The Americans (1958) van Robert Frank en het werk van onder meer Ben Shahn, Arthur Rothstein, Dorothea Lange en Gordon Parks die in dienst van de Farm Security Administration (FSA) de arme landbouwers van de jaren 1930 en '40 fotografeerden.
Op 21 januari 2017 ging de film in première op het Sundance Film Festival. Nadien werden de Amerikaanse distributierechten voor 12,5 miljoen dollar verkocht aan streamingdienst Netflix. De film kreeg lovende kritieken van de filmcritici, met een score van 96% op Rotten Tomatoes, gebaseerd op 138 beoordelingen.

## Prijzen en nominaties
De belangrijkste:
| Jaar | Prijs                                | Categorie                                                        | Genomineerde(n)                                                  | Uitslag     |
| ---- | ------------------------------------ | ---------------------------------------------------------------- | ---------------------------------------------------------------- | ----------- |
| 2017 | New York Film Critics Circle Award   | Beste cinematografie                                             | Rachel Morrison                                                  | Gewonnen    |
| 2017 | Gotham Award                         | Beste ensemble                                                   | Beste ensemble                                                   | Gewonnen    |
| 2018 | Golden Globes                        | Beste vrouwelijke bijrol                                         | Mary J. Blige                                                    | Genomineerd |
| 2018 | Golden Globes                        | Beste filmsong                                                   | "Mighty River" van Raphael Saadiq & Mary J. Blige                | Genomineerd |
| 2018 | Critics' Choice Awards               | Beste vrouwelijke bijrol                                         | Mary J. Blige                                                    | Genomineerd |
| 2018 | Critics' Choice Awards               | Beste acteerensemble                                             | Beste acteerensemble                                             | Genomineerd |
| 2018 | Critics' Choice Awards               | Beste bewerkte script                                            | Dee Rees                                                         | Genomineerd |
| 2018 | Critics' Choice Awards               | Beste cinematografie                                             | Rachel Morrison                                                  | Genomineerd |
| 2018 | Satellite Awards                     | Beste film                                                       | Beste film                                                       | Genomineerd |
| 2018 | Satellite Awards                     | Beste regisseur                                                  | Dee Rees                                                         | Genomineerd |
| 2018 | Satellite Awards                     | Beste actrice in een bijrol                                      | Mary J. Blige                                                    | Genomineerd |
| 2018 | Satellite Awards                     | Beste rolbebezetting                                             | Beste rolbebezetting                                             | Gewonnen    |
| 2018 | American Society of Cinematographers | Outstanding Achievement in Cinematography in Theatrical Releases | Rachel Morrison                                                  | Genomineerd |
| 2018 | Academy Awards                       | Beste vrouwelijke bijrol                                         | Mary J. Blige                                                    | Genomineerd |
| 2018 | Academy Awards                       | Beste bewerkte scenario                                          | Dee Rees                                                         | Genomineerd |
| 2018 | Academy Awards                       | Beste filmsong                                                   | "Mighty River" van Raphael Saadiq, Mary J. Blige & Taura Stinson | Genomineerd |
| 2018 | Academy Awards                       | Beste camerawerk                                                 | Rachel Morrison                                                  | Genomineerd |